# Baeopterogyna nudipes
Baeopterogyna nudipes är en tvåvingeart som beskrevs av John Richard Vockeroth 1972. Baeopterogyna nudipes ingår i släktet Baeopterogyna och familjen svampmyggor. Inga underarter finns listade i Catalogue of Life.